# Ernst Mielck
Ernst Mielck (24 de octubre de 1877-22 de octubre de 1899) fue un compositor finlandés.

## Biografía
Mielck nació en Víborg. Comenzó a tomar lecciones de piano a la edad de diez; en 1891 fue enviado a Berlín, donde estudió con Max Bruch, uno de los principales compositores de la época. Bruch dijo de Mielck que tenía «una  fácil, afortunada y notable predisposición para la invención». Mielck regresó a Finlandia en 1896. Tres años más tarde murió de tuberculosis en Suiza, dos días antes de cumplir 22 años.

## Música
Mielck compuso todas sus obras en el breve lapso de cuatro años. Su catálogo incluye una gran cantidad de obras en el campo de la música de cámara, incluyendo un quinteto de cuerda y un cuarteto de cuerda. También compuso una sinfonía (1897), dos oberturas, una pieza de concierto para piano y orquesta, así como un concierto para violín y orquesta, la Suite finlandesa, y dos obras vocales de mayor escala en alemán.
Mielck se enfrentó a la decepción en su país de origen por la falta —con la excepción de la Suite finlandesa— de tendencias (políticas) nacionalistas; su interés en la cultura de su ancestral Alemania le hizo ser más bien un extranjero en la escena musical finlandesa.
Fue en Alemania, poco antes de su muerte, que Mielck logró su mayor éxito.
El entusiasmo que despertó en la crítica, principalmente de Karl Flodin en el "Nya Pressen", por el estreno de la sinfonía de Mielck, el 20 de octubre de 1897, dirigida por Robert Kajanus, fue una de las motivaciones que impulsaron a Jean Sibelius para probar suerte en su primera sinfonía.

## Lista de obras

### Con número de opus
- Op. 1, Cuarteto de cuerda en sol menor, 1895
- Op. 2, Ouverture zu Macbeth, 1896
- Op. 3, Quinteto de cuerda en fa mayor, 1897
- Op. 4, Sinfonía en fa menor, 1897
- Op. 5, Altböhmisches Weihnachtslied (cantata para coro y orquesta), 1898
- Op. 6, Dramatische Ouverture (obertura dramática), 1898
- Op. 7, Altgermanisches Julfest (para barítono solista, coro masculino y orquesta), 1898
- Op. 8, Pieza de concierto en re mayor para violín y orquesta, 1898
- Op. 9, Pieza de concierto en mi menor para piano y orquesta, 1898
- Op 10, Finnische Suite (Suite finlandesa), 1899

### Sin número de opus
- Romance para violonchelo y piano, 1894
- 3 Piezas de fantasía sobre motivos de polska finesa, 1895
- 'En blomma', 'Morgenlied', 'Stjernorna', 'Wanderlied' para coro masculino, 1897
- Dos impromptus para piano, 1899
- Sarabande en sol menor para piano, 1899

### Canciones para voz y piano
- Das Fischermädchen (Texto: Theodor Fontane)
- Letzter Wunsch (Texto: Julio Sturm)
- Frage (Texto: Julius Wolff)
- Heimath (Texto: Theodor Fontane)